# 吉田川 (宮城県)
吉田川（よしだがわ）は、宮城県を流れる一級河川。鳴瀬川水系鳴瀬川の支流である。松島丘陵北側を西から東に流れる。

## 流路
宮城県黒川郡大和町西部付近の奥羽山脈にある船形連峰北泉ヶ岳北麓に源を発する。宮城県のほぼ中央を西から東に流れ、中流域は北の大松沢丘陵と南の松島丘陵とにはさまれた低地を流れる。宮城県道60号鹿島台鳴瀬線の二子屋橋付近で南東方向に変え、鳴瀬川と堤防を1つ隔てて平行して流れ、鳴瀬川河口より800mほど上流で鳴瀬川に合流する。
途中、かつて品井沼があった場所である宮城郡松島町幡谷付近で、旧品井沼の排水路となっている河川がサイフォン式の立体交差で吉田川の下を北から南へ潜り抜けていく。北からくる川は鶴田川で、これが再び地上に現れると高城川と名を変える（詳しくは吉田川サイフォンの項を参照のこと）。

## 歴史
かつて吉田川には、鳴瀬川の自然堤防に遮られる形で品井沼という遊水池があった。吉田川は品井沼へ流入し、そこからは小川が鳴瀬川に注いでいた。大雨などにより鳴瀬川が増水すると逆流して品井沼が氾濫し、多数の被害を出すことが度々あったため、1697年（元禄10年）から、品井沼を水田に変える干拓工事が数次にわたって実施された。サイフォン式の排水路を建設するなどの難工事を経て、1950年（昭和25年）に完了した。さらに鳴瀬川の水が吉田川に流れ込まないように、吉田川と鳴瀬川は二子屋橋付近から約5kmに亘って堤防を挟んで平行させ、合流は河口の直前となるように変更されている。
1986年8月4日から5日までにかけて発生した集中豪雨（8.5水害）で桧和田、内ノ浦などで破堤。鹿島台町一帯が水没する水害が発生した。
2019年10月13日に接近した令和元年東日本台風（台風19号）の豪雨により、大郷町左岸の堤防が決壊したほか、大崎市、松島町、大和町の堤防から越水が生じて付近一帯が水没した。
2023年7月18日、国土交通省が東北地方で初めて吉田川等26河川を特定都市河川に指定した。

## 支流
- 竹林川
- 善川
- 西川
- 味明川
- 滑川

## 橋梁
- 八志田橋 - 宮城県道147号枡沢吉岡線
- 綱木橋 - 国道457号、羽後街道（出羽仙台街道）
- 高田橋 - 国道4号、陸羽街道
- （橋） - 東北自動車道
- 落合橋 - 宮城県道3号塩釜吉岡線
- 悟渓寺橋
- （橋） - 東北新幹線
- 粕川大橋 - 宮城県道40号利府松山線
- 大郷大橋 - 宮城県道146号小牛田松山線
- 品井沼大橋 - 国道346号
- （橋） - 東北本線
- 鳴瀬奥松島大橋 - 三陸沿岸道路
- 東松島大橋
- 西小野歩道橋（鳴瀬川に架かる小野歩道橋と一体）
- 鳴瀬大橋 - 国道45号、石巻街道
- 鳴瀬川橋梁 - 仙石線